# Console virtuelle (Wii)
Pour les articles homonymes, voir Console virtuelle.
Ne doit pas être confondu avec Console virtuelle (Wii U) ou Console virtuelle (Nintendo 3DS).
La Console virtuelle (バーチャルコンソール Bācharu Konsōru ou en anglais Virtual Console) est une plate-forme virtuelle qui permet d'acheter et de télécharger des jeux vidéo et divers logiciels, disponible depuis la boutique digitale de la console Wii de Nintendo.
Elle a été décrite par Satoru Iwata comme « l'équivalent de l'iTunes Store d'Apple pour le jeu vidéo ». Le catalogue de la console virtuelle se compose de titres initialement sortis sur les consoles d'ancienne génération qu'elles soient de salon ou portables. Ces titres sont exécutés à travers un logiciel d'émulation, et peuvent être achetés pour entre 500 et 1 200 points Wii (les prix dépendent du système et la rareté du jeu).

## Principe
Grâce à cette plate-forme, la Wii peut émuler les jeux des consoles et ordinateur suivants : NES, Super Nintendo, Nintendo 64, Master System, Mega Drive, PC-Engine, Neo-Geo AES et Commodore 64 (jusqu'à l'année 2014 pour cette dernière). Elle émule également quelques anciens jeux d'arcade.
La console virtuelle est équipée d'un verrou de protection par zone qui empêche les jeux japonais ou américains de se lancer sur une Wii européenne. Les jeux, d'après le président de Nintendo, Satoru Iwata, pourraient bénéficier d'une modification, sans toutefois en préciser la nature exacte (toutefois, un brevet déposé par Nintendo of America concernerait la possibilité de changer les personnages des jeux, par exemple il serait possible de jouer à un jeu Mario de la NES ou de la Super Nintendo avec un autre personnage que Mario ou Luigi, Wario par exemple). Cependant, la quasi-totalité des jeux ne bénéficieront ni d'améliorations graphiques, si minimes soient-elles, ni de la correction de bugs. Parfois même, des bugs nouveaux peuvent apparaître, par exemple un problème de vitesse en multijoueur sur Mario Kart 64. Bien sûr, ces bugs nouveaux, lorsqu'ils sont identifiés, sont alors corrigés et une version déboguée est mise en ligne. Les jeux ne peuvent être joués que sur la console avec laquelle ils ont été téléchargés.
Les gammes de jeux Sega (Master System, Mega Drive), SNK (Neo-Geo AES), Hudson Soft (PC-Engine) et Commodore (Commodore 64) sont aussi concernées via des partenariats avec Nintendo, qui espère multiplier ceux-ci. Au Japon, vingt-neuf sociétés sont associées au projet Virtual Console afin de proposer leurs jeux ; parmi lesquelles se trouvent Sega, Hudson Soft ou encore Square-Enix.
Ventes de jeux via la Console virtuelle :
- au 24 janvier 2007, 1,5 million de jeux[3] ;
- au 27 avril 2007, 3,3 millions de jeux ;
- au 1er juin 2007, 4,7 millions de jeux.

## Contrôles
Sur Console virtuelle, les jeux sont utilisables, selon leur console d'origine et leur genre :

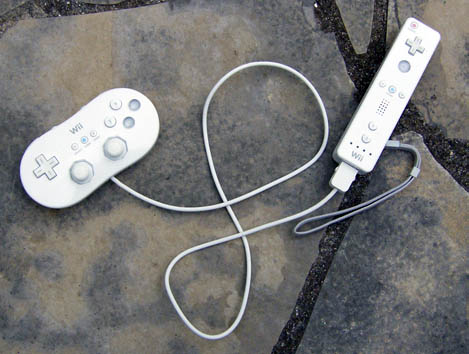
Une Wiimote avec une manette classique connectée.

- Avec la Wiimote, Nunchuk débranché, tenue en position horizontale, et servant principalement aux jeux Nintendo NES (la Wiimote a été conçue pour être, à l'horizontale, une adaptation modernisée de la manette NES), aux jeux TurboGraFX (qui nécessitent peu de touches de contrôle et surtout permettre le multijoueur facilité) et aux jeux Mega Drive.
- Avec une manette GameCube, que ce soit la version filaire ou la version sans-fil Wavebird, compatible avec tous les jeux Console Virtuelle. Elle est la manette recommandée pour les jeux Nintendo 64 même si la Manette Classique est compatible.

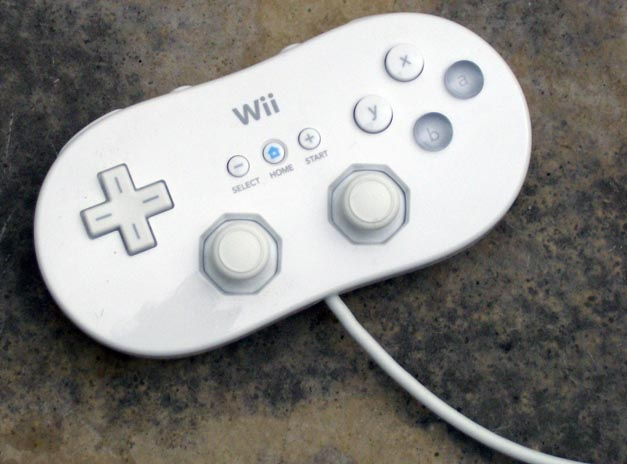
Gros plan sur une manette « classique » Wii.

- La manette dite « Classique », vendue moins de 20 €, est compatible avec tous les jeux sans exception, disponibles ou à venir (mais à l'exception des jeux GameCube). L'investissement est recommandé si l'on compte utiliser souvent la Console virtuelle, sinon elle peut se révéler peu utile. Elle est sans fil, mais doit être connectée à la Wiimote par le port destiné au Nunchuk. La fonction Vibration n'est pas fonctionnelle, et ce quelle que soit la manette employée : la manette « Classique » (dépourvue de moteur), ou la manette GameCube.

## Prix
Sur Virtual Console, un jeu ne s'achète pas directement, mais utilise un système de « Nintendo Points ».
Obtenir des Nintendo Points est possible de plusieurs façons :
- Par carte bancaire, directement sur Wii, via la Chaîne Boutique Wii ; celle-là même qui est utilisée pour télécharger les logiciels pour la Console virtuelle ;
- Par le biais de cartes disponibles en magasins spécialisés, grandes surfaces ou en commande, en ligne, sur le site Internet de Nintendo. Cette dernière solution permet de rassurer les personnes quant aux risques de sécurité liés à l'usage de sa carte bancaire sur Internet ;
- Depuis le 5 décembre 2007 (en Europe exclusivement) sur le site internet de Nintendo, en échange de Stars (étoiles) accumulées par le biais du système Nintendo VIP 24:7 (voir plus bas).

100 Nintendo Points valent 1 euro, mais le montant minimum à l'achat de Points est de 10 euros (1 000 points) sur la Chaîne boutique Wii.
Au Canada, une carte de 2 000 Nintendo Points se vend, en magasin, $CAN 25 ; en France, une telle carte se vend 20 euros.
En Europe, les Nintendo Points sont échangeables contre des « étoiles » (Stars) accumulées via le service internet Nintendo VIP 24:7. En effet, depuis la sortie de la console Gamecube (2002), des coupons accompagnant consoles et jeux Nintendo permettent d'enregistrer des étoiles sur le site internet de la firme, et de les échanger contre des cadeaux qui vont de la simple sonnerie de téléphone à une console collector ou des points Wii.
Ce qui n'était jusqu'à présent qu'une rumeur a été officialisé dans la semaine du 18 juin 2007 par Nintendo, mais soumettant désormais les étoiles à une durée d'usage limitée à 18 mois.
Le taux de conversion, annoncé le 5 décembre 2007, est de 4 étoiles pour 1 Nintendo Point.

## LimitationHDTVet câble composante
Dans le cas d'une utilisation de la console virtuelle et d'un téléviseur HD relié par câble composante YUV, un certain nombre de jeux peuvent ne pas fonctionner. Cela provient du fait qu'un nombre grandissant de téléviseurs modernes ne supportent pas l'affichage en 50Hz sur leur canal YUV, fréquence propre aux consoles émulées hors PC Engine nativement en 60 Hz. Après la mise à jour 2.1 de janvier 2007, tous les jeux N64 ont été modifiés de manière à être compatibles avec le câble composante ainsi que certains jeux NES et Super NES. Dans le cas des jeux hors N64 et PC Engine, pour repérer la compatibilité YUV il faut s'assurer que la mention « compatible avec le mode entrelacé pour le câble composante AV Wii » apparaît dans le détail du jeu sur la chaîne boutique Wii.
Pour la plupart des jeux ayant la mention « compatible avec le mode entrelacé pour le câble composante AV Wii », il est nécessaire d'activer le mode entrelacé pour l'utilisation de ces jeux. Pour cela, une fois l'un des jeux concernés lancés, il faut accéder au menu « home », puis aller dans le « mode d'emploi électronique ». Une fois sur cet écran, branchez le nunchuk, puis appuyez simultanément sur les touches « A + Z + 2 » pour activer le mode entrelacé, ou sur « A + Z + 1 » pour le désactiver (un court bip devrait retentir). Une fois le mode activé, tous les jeux concernés devraient être affectés en fonctionner normalement, jusqu'à ce que le mode entrelacé soit désactivé volontairement.

## Jeux disponibles
Dans le monde, trois catalogues existent : celui d'Amérique du Nord, celui du Japon et enfin celui d'Europe.
Il convient de noter que les jeux possèdent un verrouillage zonal qui interdit leur téléchargement et utilisation sur une console d'une autre région (ainsi, il est impossible de télécharger, par exemple, quand on est à Paris, un jeu du catalogue japonais). Mais rien n'empêche Nintendo de proposer à la vente dans une région donnée des jeux qui n'étaient pas du tout disponible à l'origine dans le territoire correspondant (l'exemple la plus notable en est la version japonaise de Super Mario Bros. 2 auquel ce jeu, tel qu'il est sorti à l'origine, est rendu disponible pour la première fois en Europe et en Amérique du Nord).
Soulignons enfin que les jeux qui n'ont pas été traduits à leurs sorties sur leurs consoles d'origines, sont en anglais sur le service Virtual Console (VC). Ceci implique presque tous les jeux NES, PC-Engine et Mega Drive, ainsi que quelques jeux Nintendo 64 et Super Nintendo.

## Conditions d'utilisation
Comme les jeux WiiWare, les jeux console virtuelle sont liés à la console sur laquelle ils ont été achetés. En cas de changement ou rachat d'une nouvelle console Wii, les jeux ne pourront pas être transférés. Toutefois en cas de panne de la console, si le joueur souhaite récupérer ses jeux, il peut s'adresser au SAV (Service Après Vente) de Nintendo en signalant les jeux VC téléchargés sur son ancienne console afin que Nintendo puisse les télécharger sur sa nouvelle console Wii[réf. nécessaire].